# Braziliaanse Superliga (vrouwenvolleybal)
De Braziliaanse Superliga (in het Portugees volledig: Superliga Brasileira de Voleibol Feminino) is de hoogste divisie van de landelijke volleybalcompetitie van Brazilië voor vrouwen. De competitie wordt georganiseerd door de nationale bond, werd in 1976 opgezet en bestaat in zijn huidigde vorm sinds het seizoen 1994/95. Na de oprichting van de Série B in 2012 wordt de toevoeging Série A gebruikt. Het seizoen loopt doorgaans van het najaar tot en met het voorjaar en het aantal deelnemende ploegen varieert. De winnaar van de Superliga plaatst zich voor het Zuid-Amerikaans kampioenschap voor clubs en de acht beste teams spelen om de beker, terwijl de twee laagstgeëindigde teams degraderen naar de Série B. Regerend landskampioen is Minas Tênis Clube uit de deelstaat Minas Gerais; Rio de Janeiro VC heeft met twaalf titels de meeste eindoverwinningen behaald.

## Geschiedenis
Tot de jaren 1960 was er geen landelijke volleybalcompetitie in Brazilië vanwege de grote afstanden en het gebrek aan transportinfrastructuur en werd er enkel binnen de deelstaten gespeeld. Het eerste nationale volleybalkampioenschap werd in 1962 gehouden als de Taça Guarani de Clubes Campeões. Daarna volgden nog twee edities in 1963 en in 1964 – het laatste jaar onder de naam Campeonato Brasileiro de Clubes Campeões. Tussen 1965 en 1967 was er opnieuw geen landelijke competitie en van 1968 tot en met 1975 werd er elk jaar – met uitzondering van 1970 – gespeeld om de Taça Brasil. In 1976 stelde de bond de competitie open voor teams uit alle deelstaten en werd de naam veranderd naar Campeonato Brasileiro de Clubes. In eerste instantie vond het kampioenschap om het jaar plaats, maar vanaf 1980 werd de competitie jaarlijks gehouden. In 1988 veranderde de opzet van het toernooi opnieuw; een seizoen werd naar internationaal voorbeeld nu van het najaar tot en met het voorjaar afgewerkt. De competitie heette van 1988/89 tot en met 1993/94 de Liga Nacional. Vervolgens werd deze omgedoopt tot Superliga Brasileira, met de toevoeging Série A sinds de oprichting van de Série B in het seizoen 2012/13.

## Resultaten

### Winnaars
| Taça Guarani de Clubes Campeões de Voleibol          | Taça Guarani de Clubes Campeões de Voleibol | Taça Guarani de Clubes Campeões de Voleibol | Taça Guarani de Clubes Campeões de Voleibol |
| Seizoen                                              | Kampioen                                    | Vice-kampioen                               | Derde plaats                                |
| ---------------------------------------------------- | ------------------------------------------- | ------------------------------------------- | ------------------------------------------- |
| 1962                                                 | EC Pinheiros                                |                                             |                                             |
| 1963                                                 | Minas TC                                    |                                             |                                             |
| Campeonato Brasileiro de Clubes Campeões de Voleibol |                                             |                                             |                                             |
| Seizoen                                              | Kampioen                                    | Vice-kampioen                               | Derde plaats                                |
| 1964                                                 | Minas TC                                    |                                             |                                             |
| Taça Brasil de Voleibol                              |                                             |                                             |                                             |
| Seizoen                                              | Kampioen                                    | Vice-kampioen                               | Derde plaats                                |
| 1968                                                 | CA Paulistano                               |                                             |                                             |
| 1970                                                 | EC Pinheiros                                |                                             |                                             |
| 1971                                                 | Fluminense FC                               |                                             |                                             |
| 1972                                                 | Fluminense FC                               |                                             |                                             |
| 1973                                                 | CA Paulistano                               |                                             |                                             |
| 1974                                                 | Minas TC                                    |                                             |                                             |
| 1975                                                 | Fluminense FC                               |                                             |                                             |
| Campeonato Brasileiro de Clubes de Voleibol          |                                             |                                             |                                             |
| Seizoen                                              | Kampioen                                    | Vice-kampioen                               | Derde plaats                                |
| 1976                                                 | Fluminense FC                               | CRB                                         | Mackenzie EC                                |
| 1978                                                 | CR Flamengo                                 | Mackenzie EC                                | Guarani FC                                  |
| 1980                                                 | CR Flamengo                                 | Fluminense FC                               | ADC Pirelli                                 |
| 1981                                                 | Fluminense FC                               | Minas TC                                    |                                             |
| 1982                                                 | CA Paulistano                               | ADC Pirelli                                 |                                             |
| 1983                                                 | AA Supergasbrás                             | Fluminense FC                               |                                             |
| 1984                                                 | ADC Bradesco Atlântica                      | AA Supergasbrás                             |                                             |
| 1985                                                 | AA Supergasbrás                             | CA Paulistano                               |                                             |
| 1986                                                 | AA Supergasbrás                             | ADC Bradesco Atlântica                      | EC Pinheiros                                |
| 1987                                                 | Lufkin EC                                   | AA Supergasbrás                             |                                             |
| Liga Nacional de Voleibol                            |                                             |                                             |                                             |
| Seizoen                                              | Kampioen                                    | Vice-kampioen                               | Derde plaats                                |
| 1988/89                                              | Sadia EC                                    | Lufkin EC                                   |                                             |
| 1989/90                                              | Sadia EC                                    | AA Supergasbrás                             |                                             |
| 1990/91                                              | Sadia EC                                    | São Caetano Voleibol                        |                                             |
| 1991/92                                              | São Caetano Voleibol                        | Minas TC                                    |                                             |
| 1992/93                                              | Minas TC                                    | São Caetano Voleibol                        |                                             |
| 1993/94                                              | Nossa Caixa/Recra                           | BCN Guarujá                                 |                                             |
| Superliga Brasileira de Voleibol                     |                                             |                                             |                                             |
| Seizoen                                              | Kampioen                                    | Vice-kampioen                               | Derde plaats                                |
| 1994/95                                              | Sorocaba                                    | BCN Guarujá                                 | Minas TC                                    |
| 1995/96                                              | Sorocaba                                    | BCN Guarujá                                 | Tietê VC                                    |
| 1996/97                                              | Jundiaí                                     | São Caetano Voleibol                        | BCN Osasco                                  |
| 1997/98                                              | Paraná VC                                   | Jundiaí                                     | Minas TC                                    |
| 1998/99                                              | AAA Uniban                                  | Paraná VC                                   | Jundiaí                                     |
| 1999/00                                              | Paraná VC                                   | Minas TC                                    | BCN Osasco                                  |
| 2000/01                                              | CR Flamengo                                 | CR Vasco da Gama                            | Minas TC                                    |
| 2001/02                                              | Minas TC                                    | BCN Osasco                                  | Paraná VC                                   |
| 2002/03                                              | BCN Osasco                                  | Minas TC                                    | Paraná VC                                   |
| 2003/04                                              | ADCF Osasco                                 | Minas TC                                    | Paraná VC                                   |
| 2004/05                                              | ADCF Osasco                                 | Rio de Janeiro VC                           | ACF Campos                                  |
| 2005/06                                              | Rio de Janeiro VC                           | ADCF Osasco                                 | CD Macaé Sports                             |
| 2006/07                                              | Rio de Janeiro VC                           | ADCF Osasco                                 | Minas TC                                    |
| 2007/08                                              | Rio de Janeiro VC                           | ADCF Osasco                                 | EC Pinheiros                                |
| 2008/09                                              | Rio de Janeiro VC                           | ADCF Osasco                                 | São Caetano Voleibol                        |
| 2009/10                                              | Osasco VC                                   | Rio de Janeiro VC                           | São Caetano Voleibol                        |
| 2010/11                                              | Rio de Janeiro VC                           | Osasco VC                                   | Vôlei Futuro                                |
| 2011/12                                              | Osasco VC                                   | Rio de Janeiro VC                           | Vôlei Futuro                                |
| Superliga Brasileira de Voleibol – Série A           |                                             |                                             |                                             |
| Seizoen                                              | Kampioen                                    | Vice-kampioen                               | Derde plaats                                |
| 2012/13                                              | Rio de Janeiro VC                           | Osasco VC                                   | Campinas VC                                 |
| 2013/14                                              | Rio de Janeiro VC                           | SESI-SP                                     | Osasco VC                                   |
| 2014/15                                              | Rio de Janeiro VC                           | Osasco VC                                   | SESI-SP                                     |
| 2015/16                                              | Rio de Janeiro VC                           | Praia Clube                                 | Minas TC                                    |
| 2016/17                                              | Rio de Janeiro VC                           | Osasco VC                                   | Praia Clube                                 |
| 2017/18                                              | Praia Clube                                 | Rio de Janeiro VC                           | Minas TC                                    |
| 2018/19                                              | Minas TC                                    | Praia Clube                                 | Osasco VC                                   |
| 2019/20                                              | Opgeschort wegens de coronapandemie         |                                             |                                             |
| 2020/21                                              | Minas TC                                    | Praia Clube                                 | Osasco VC                                   |
| 2021/22                                              | Minas TC                                    | Praia Clube                                 | Vôlei Bauru                                 |

### Titels per club
| Club                   | Goud | Zilver | Brons |
| ---------------------- | ---- | ------ | ----- |
| Rio de Janeiro VC      | 12   | 5      | 3     |
| Minas TC               | 8    | 3      | 6     |
| Osasco VC              | 5    | 12     | 5     |
| Fluminense FC          | 5    | 2      | 0     |
| AA Supergasbrás        | 3    | 3      | 0     |
| Leites Nestlé          | 3    | 1      | 1     |
| CA Paulistano          | 3    | 1      | 0     |
| CR Flamengo            | 3    | 0      | 0     |
| Sadia EC               | 3    | 0      | 0     |
| EC Pinheiros           | 2    | 0      | 2     |
| Praia Clube            | 1    | 4      | 1     |
| São Caetano Voleibol   | 1    | 3      | 2     |
| ADC Bradesco Atlântica | 1    | 1      | 0     |
| EC Lufkin              | 1    | 1      | 0     |

| Club               | Goud | Zilver | Brons |
| ------------------ | ---- | ------ | ----- |
| SER Ribeirão Preto | 1    | 0      | 0     |
| AAA Uniban         | 1    | 0      | 0     |
| Mackenzie EC       | 0    | 1      | 1     |
| SESI-SP            | 0    | 1      | 1     |
| CRB                | 0    | 1      | 0     |
| CR Vasco da Gama   | 0    | 1      | 0     |
| ADC Pirelli        | 0    | 1      | 0     |
| Vôlei Futuro       | 0    | 0      | 2     |
| Tietê VC           | 0    | 0      | 1     |
| ACF Campos         | 0    | 0      | 1     |
| CD Macaé Sports    | 0    | 0      | 1     |
| Campinas VC        | 0    | 0      | 1     |
| Vôlei Bauru        | 0    | 0      | 1     |

### Titels per staat
| Staat          | Goud | Zilver | Brons |
| -------------- | ---- | ------ | ----- |
| Rio de Janeiro | 23   | 12     | 2     |
| São Paulo      | 19   | 19     | 15    |
| Minas Gerais   | 9    | 10     | 8     |
| Paraná         | 2    | 1      | 3     |
| Alagoas        | 0    | 1      | 0     |